# Ботанічний сад Сан-Паулу
Ботанічний сад Сан-Паулу (порт. Jardim Botânico de São Paulo) — ботанічний сад у місті Сан-Паулу (Бразилія).
Ботанічний сад Сан-Паулу був заснований 1928 року за пропозицією бразильського натураліста Фредеріко Карлоса Гьоне. У тому ж році був закладений Сад орхідей Сан-Паулу, який став визначною пам'яткою саду. Однак офіційною датою заснування ботанічного саду вважається 1938 рік, коли був заснований Інститут ботаніки Сан-Паулу.

## Колекції
У ботанічному саду Сан-Паулу близько 50 000 рослин, в тому числі::
- Орхідні (близько 20 000 рослин),
- Декоративні рослини (близько 5 000 рослин),
- Водні рослини,
- Наземні гриби (близько 1 000),
- Пальмові,
- Рослини, що становлять економічний інтерес, у тому числі фруктові дерева,
- Рослини родини Геснерієві,
- Рослини родини Marantceae,
- Судинні спорові.

## Галерея

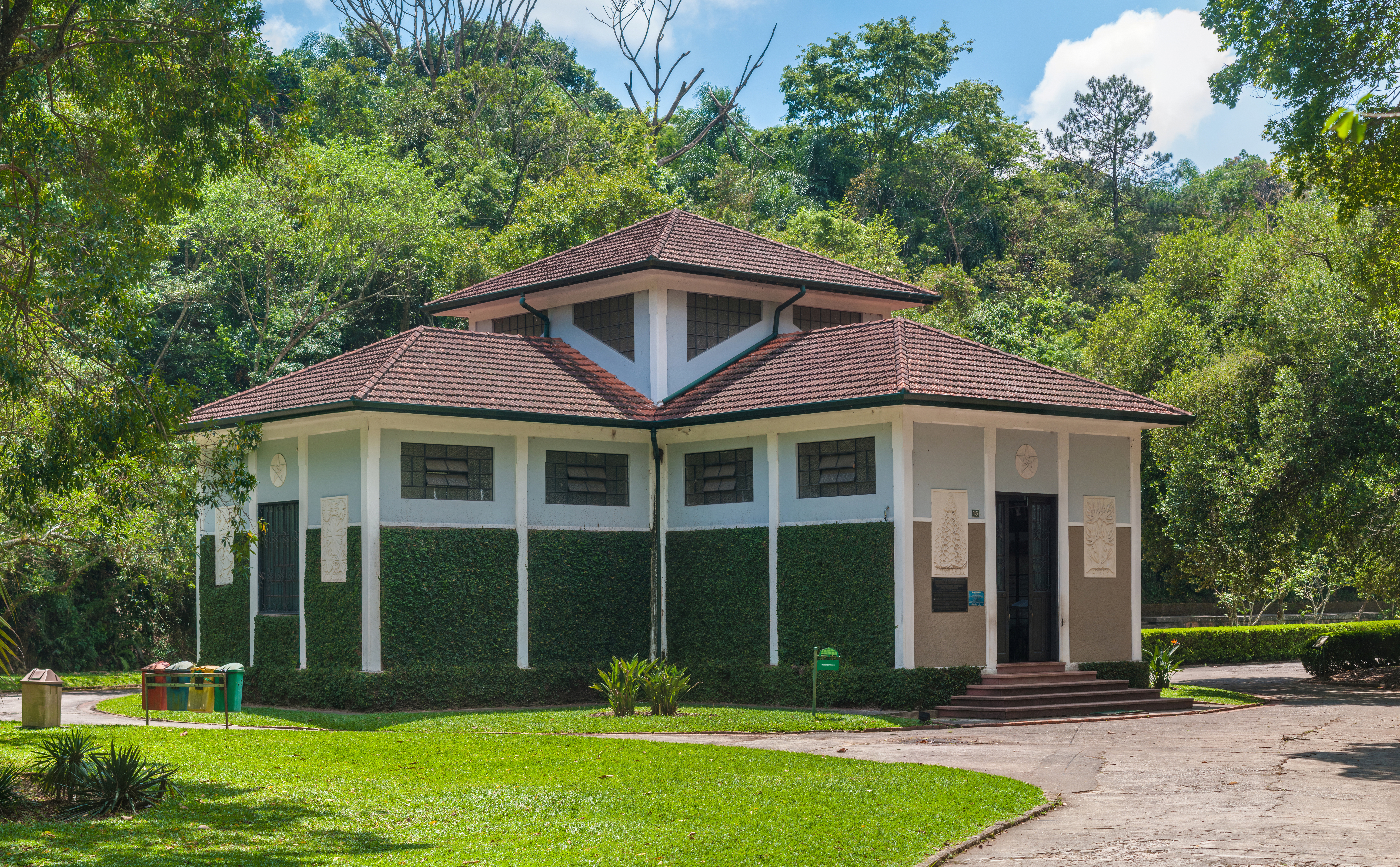
Ботанічний музей імені Жоана Барбози Родрігеса
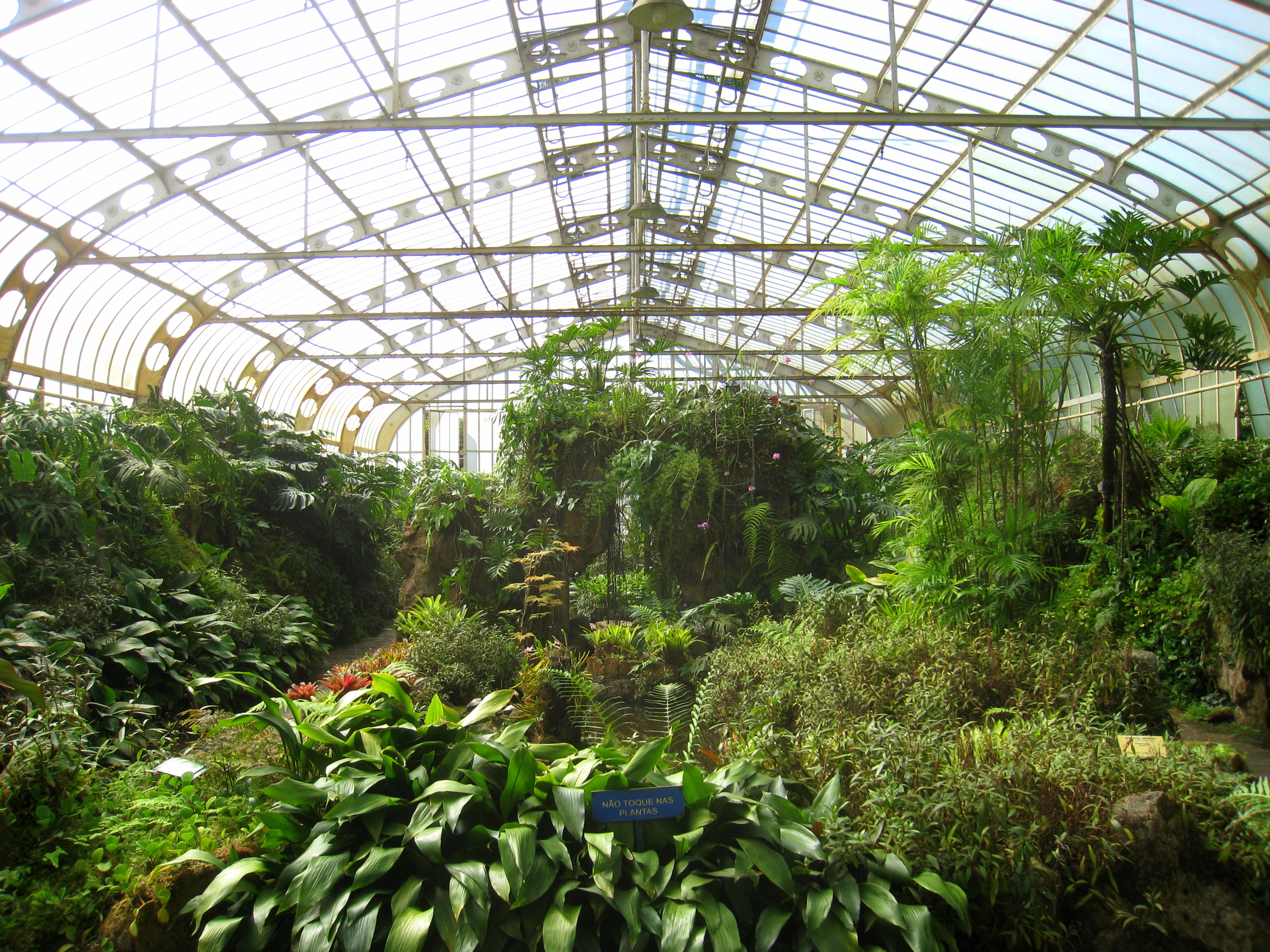
Оранжерея
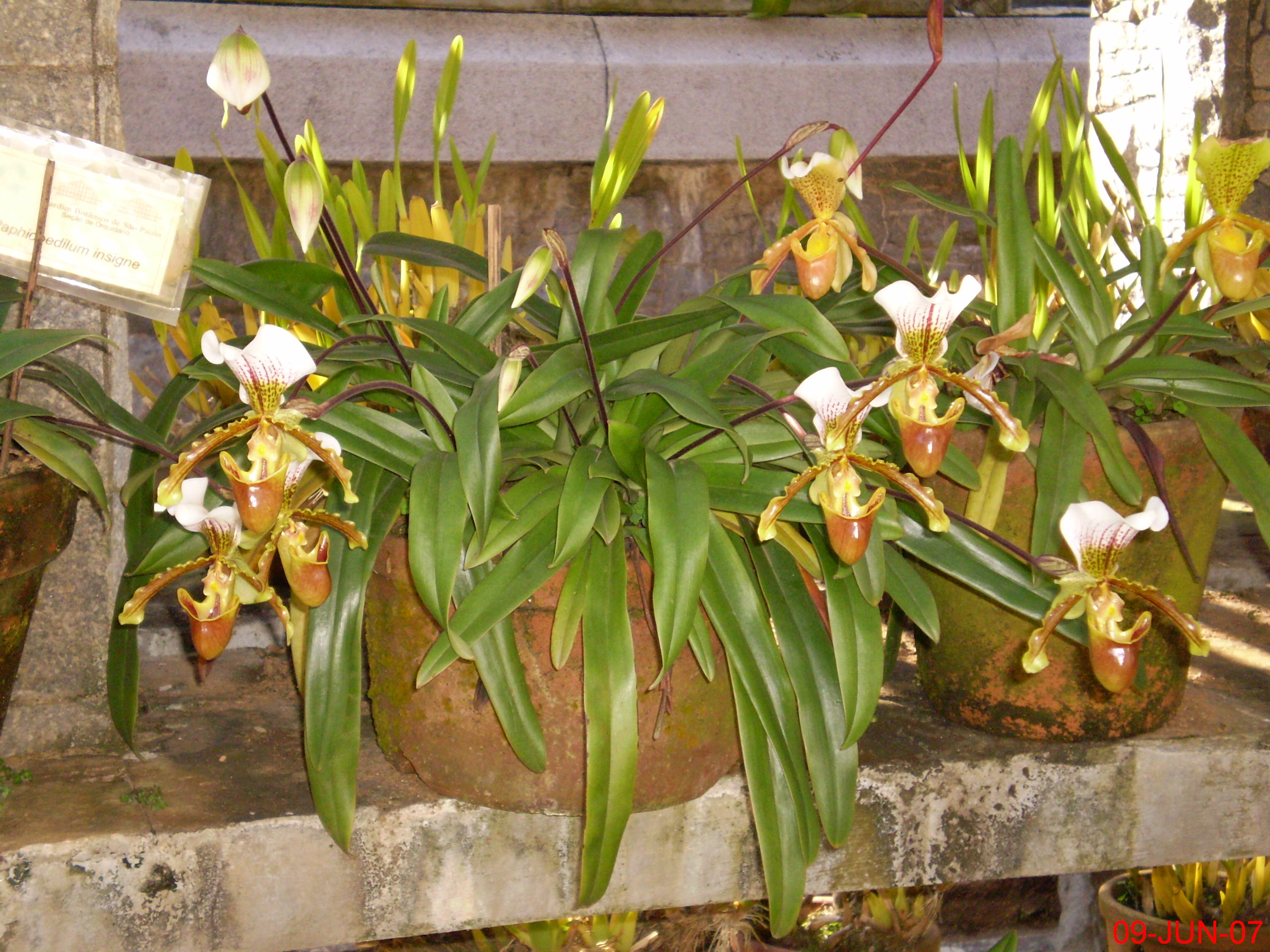
Орхідеї
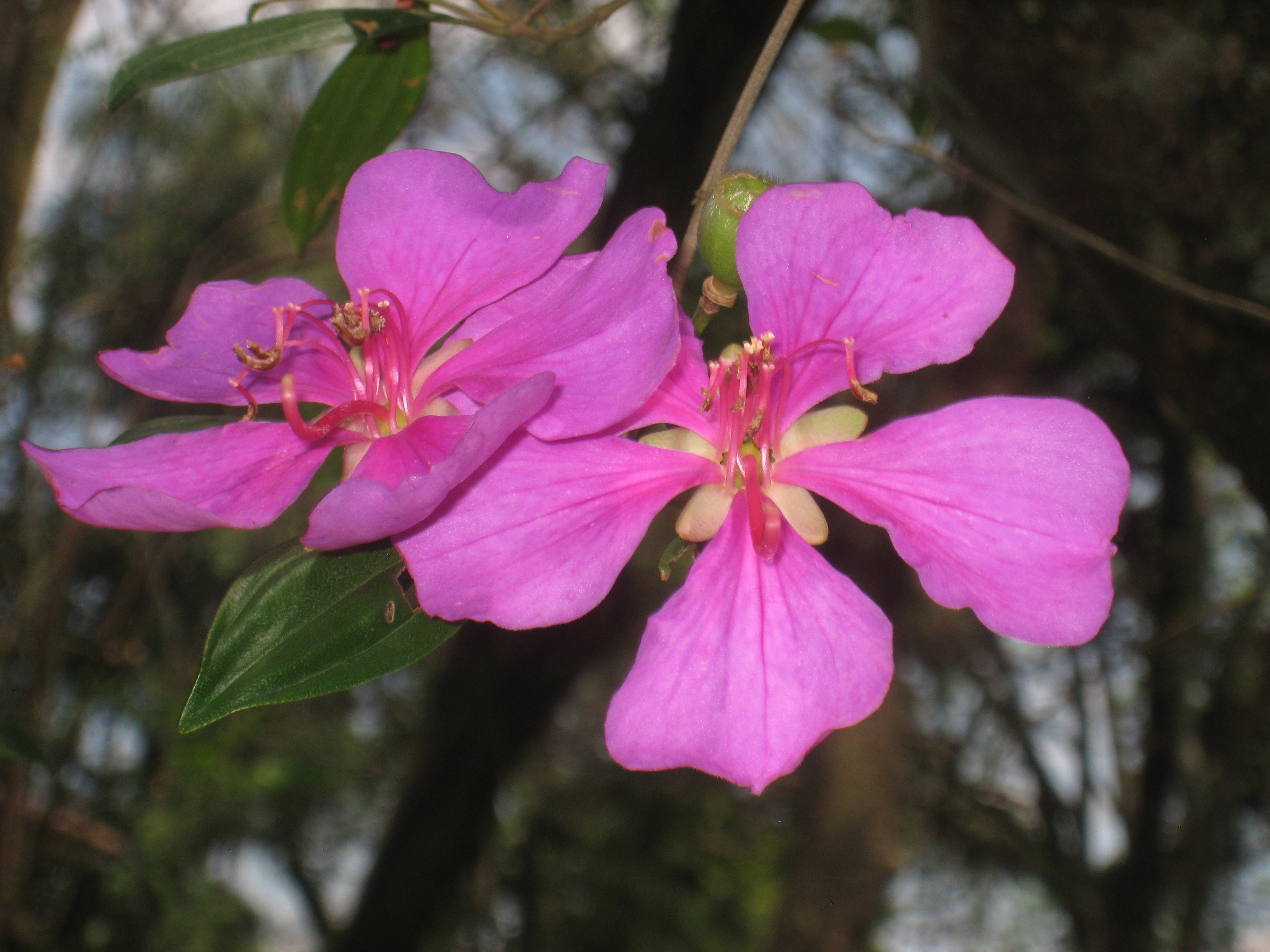
Tibouchina pulchra
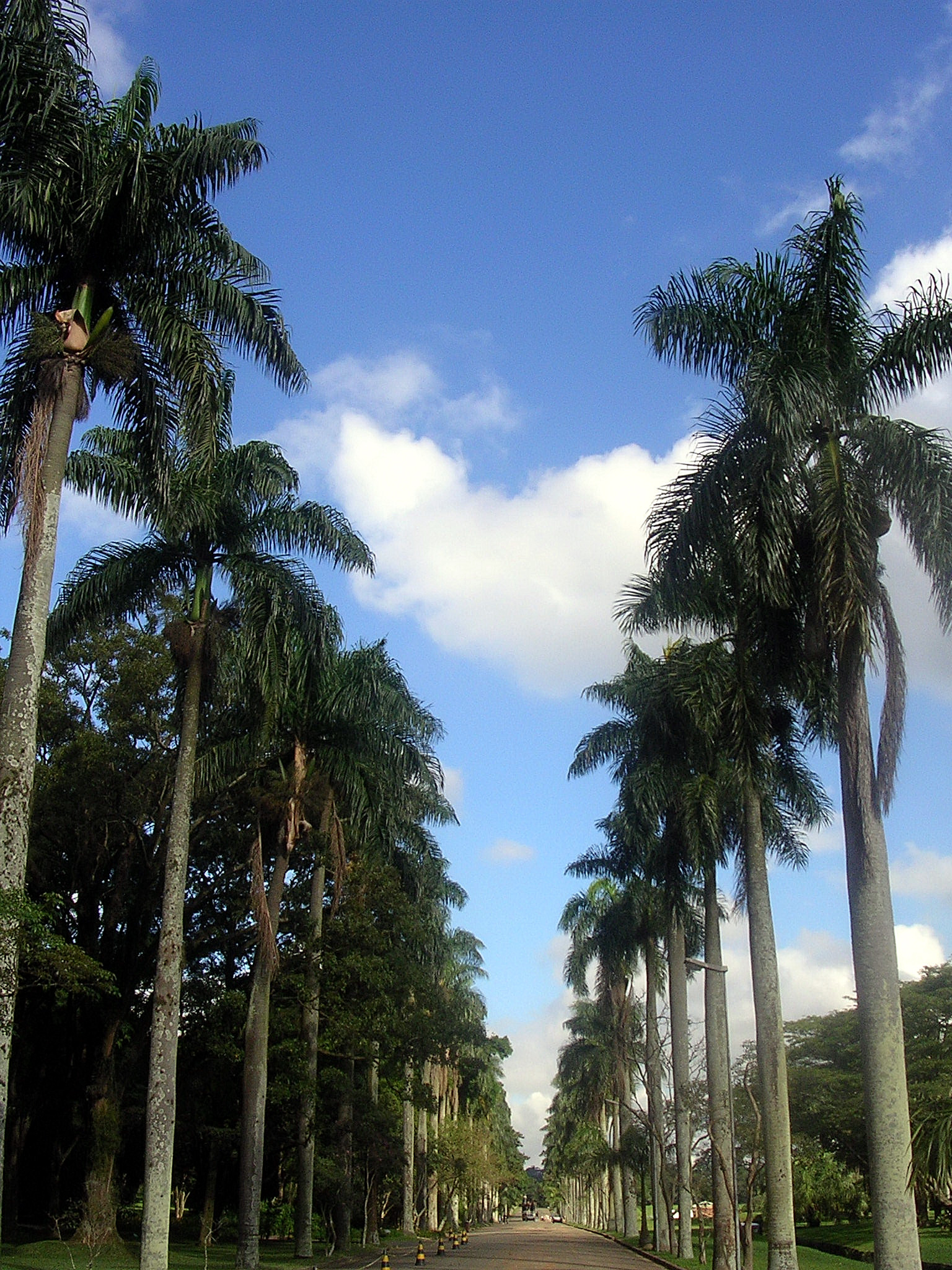
Алея пальм Roystonea borinquena
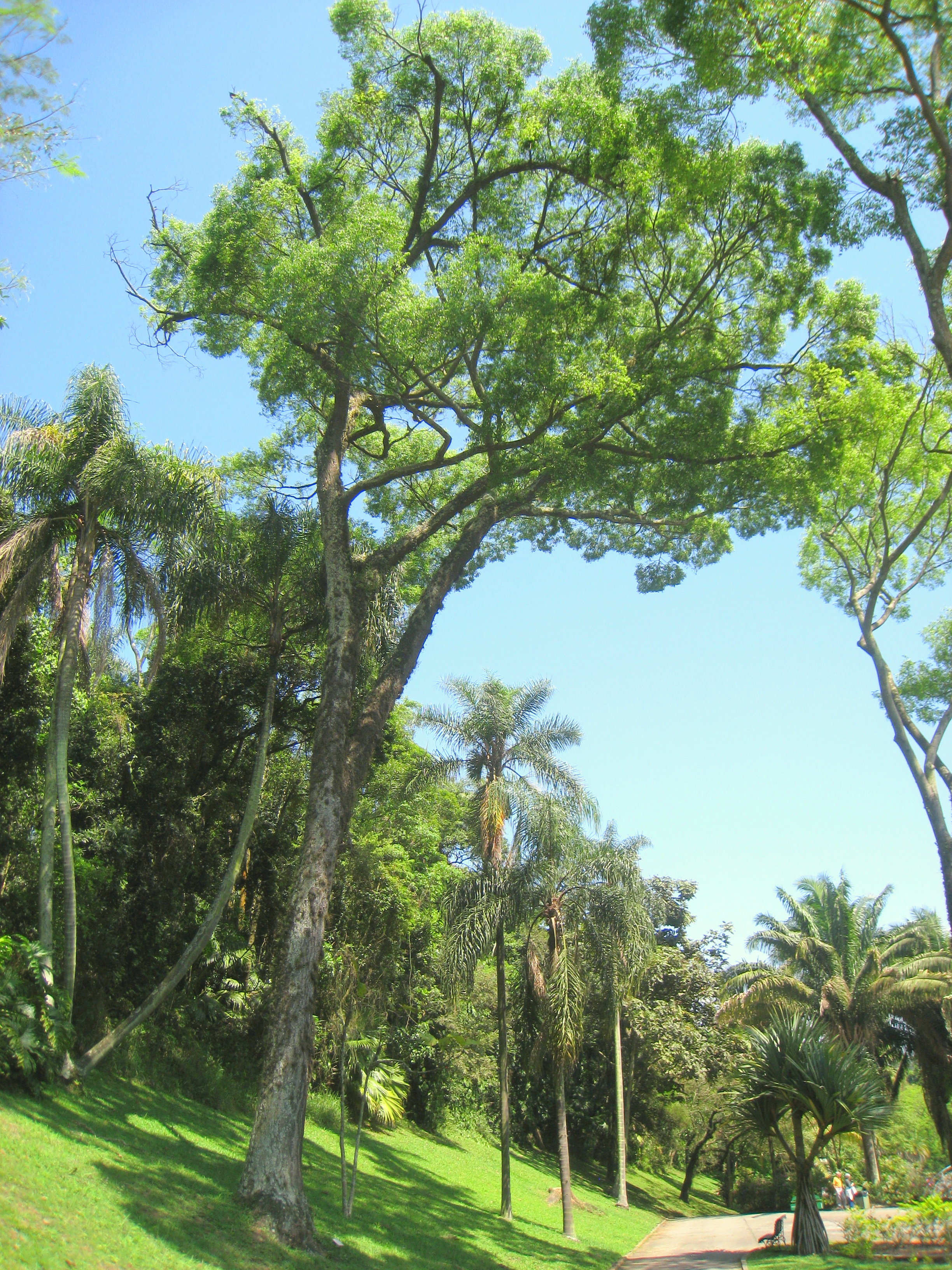
Cariniana legalis
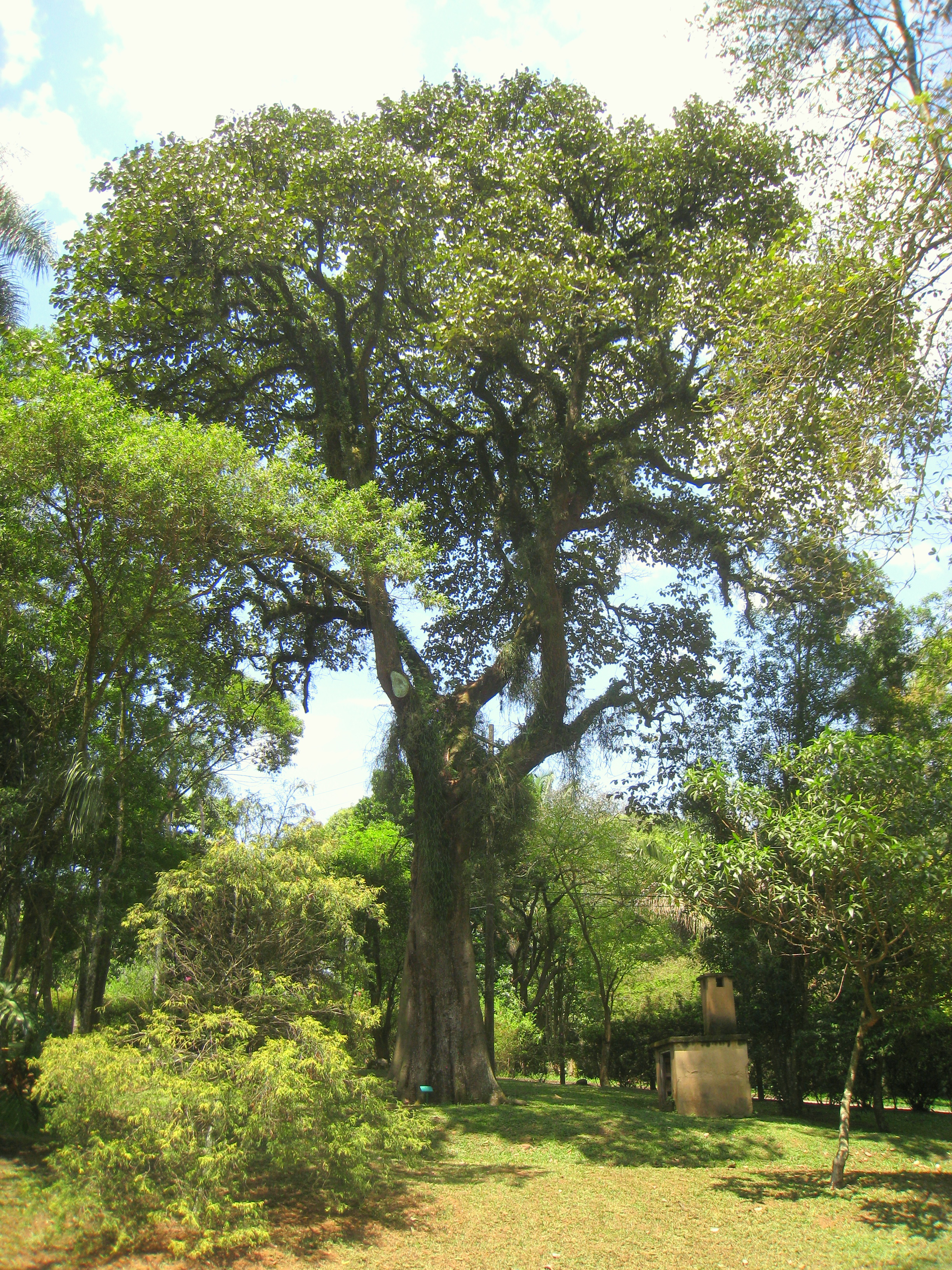
Luehea grandiflora
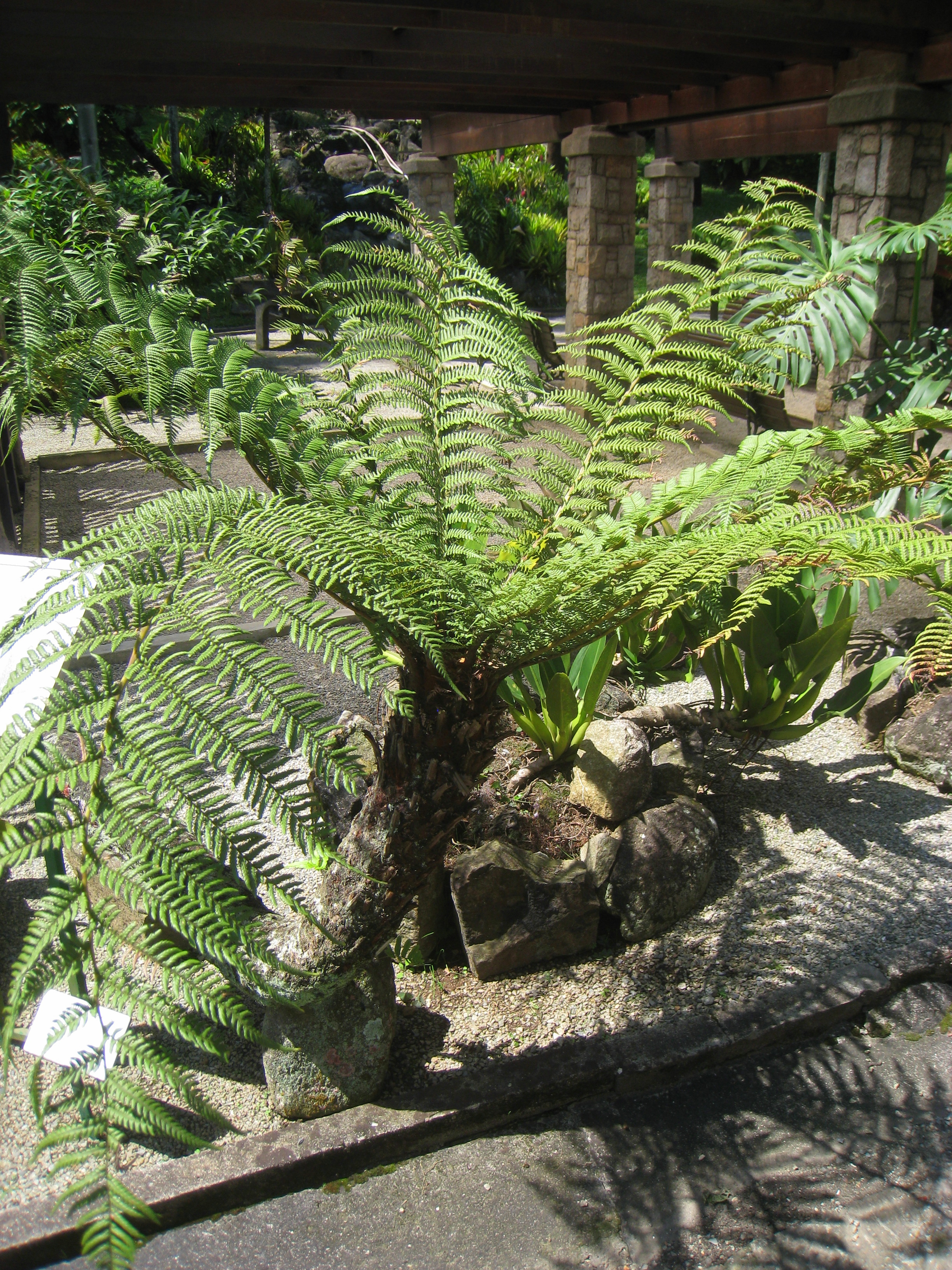
Dicksonia sellowiana
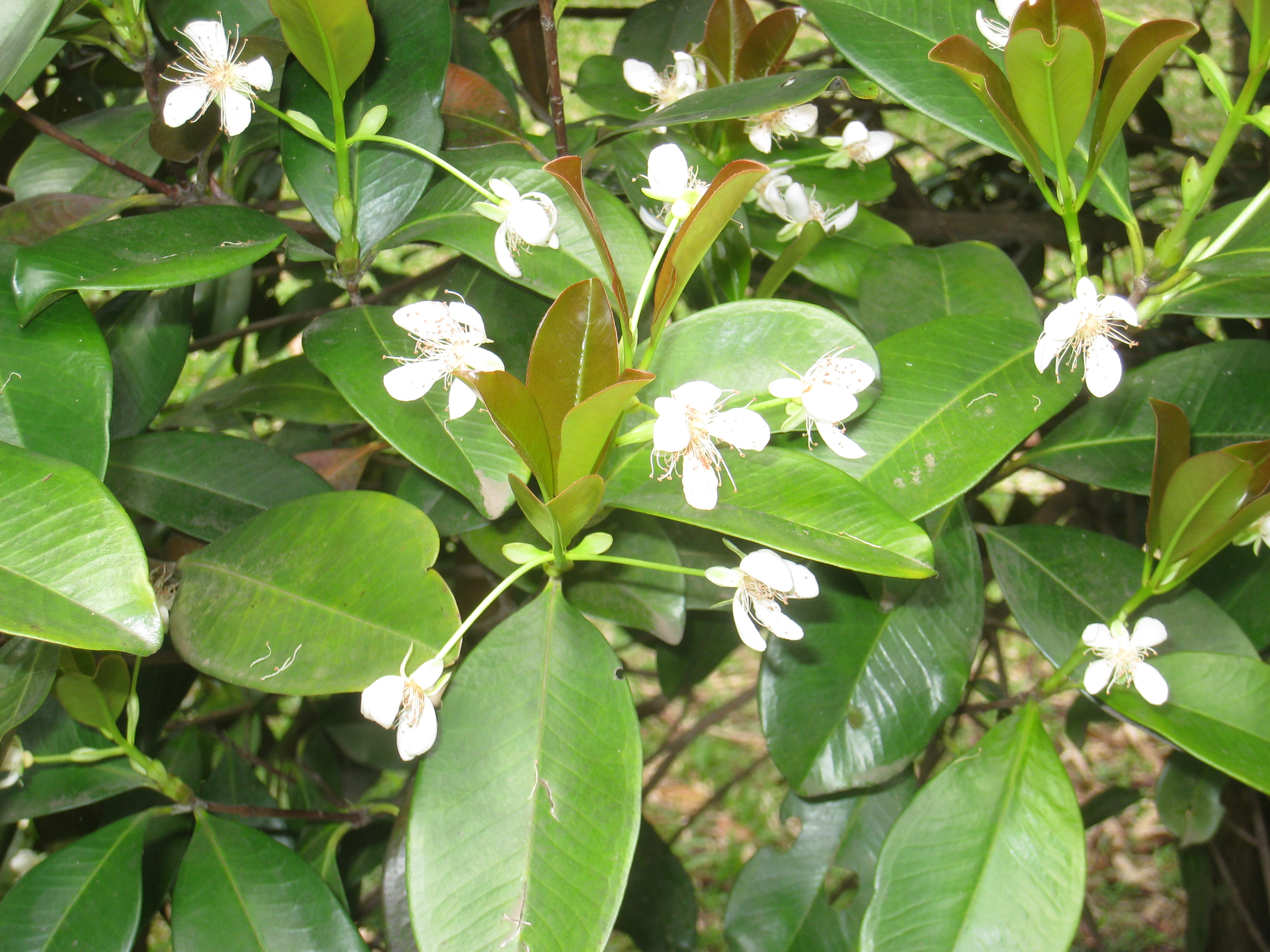
Eugenia brasiliensis
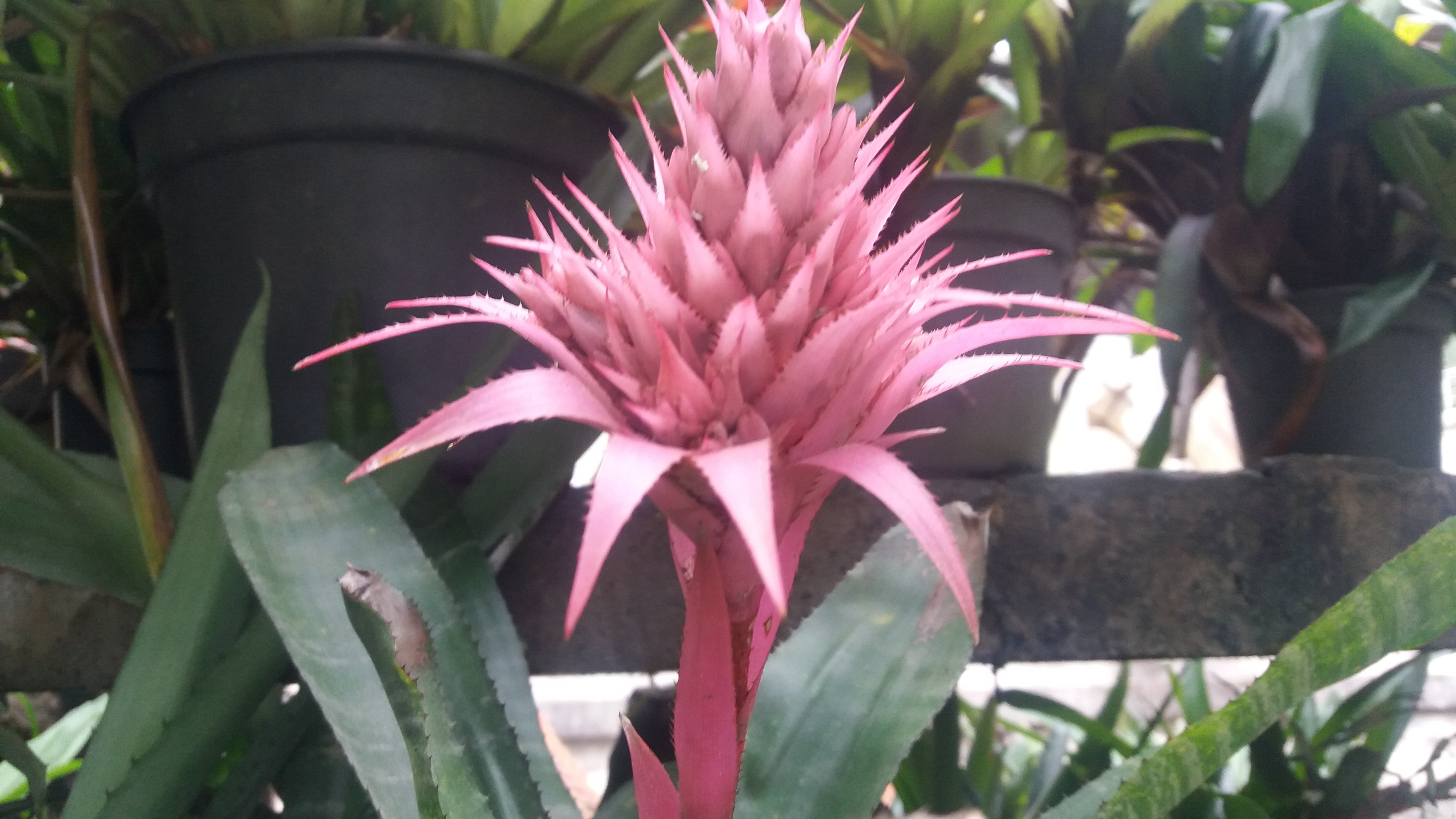
Aechmea fasciata
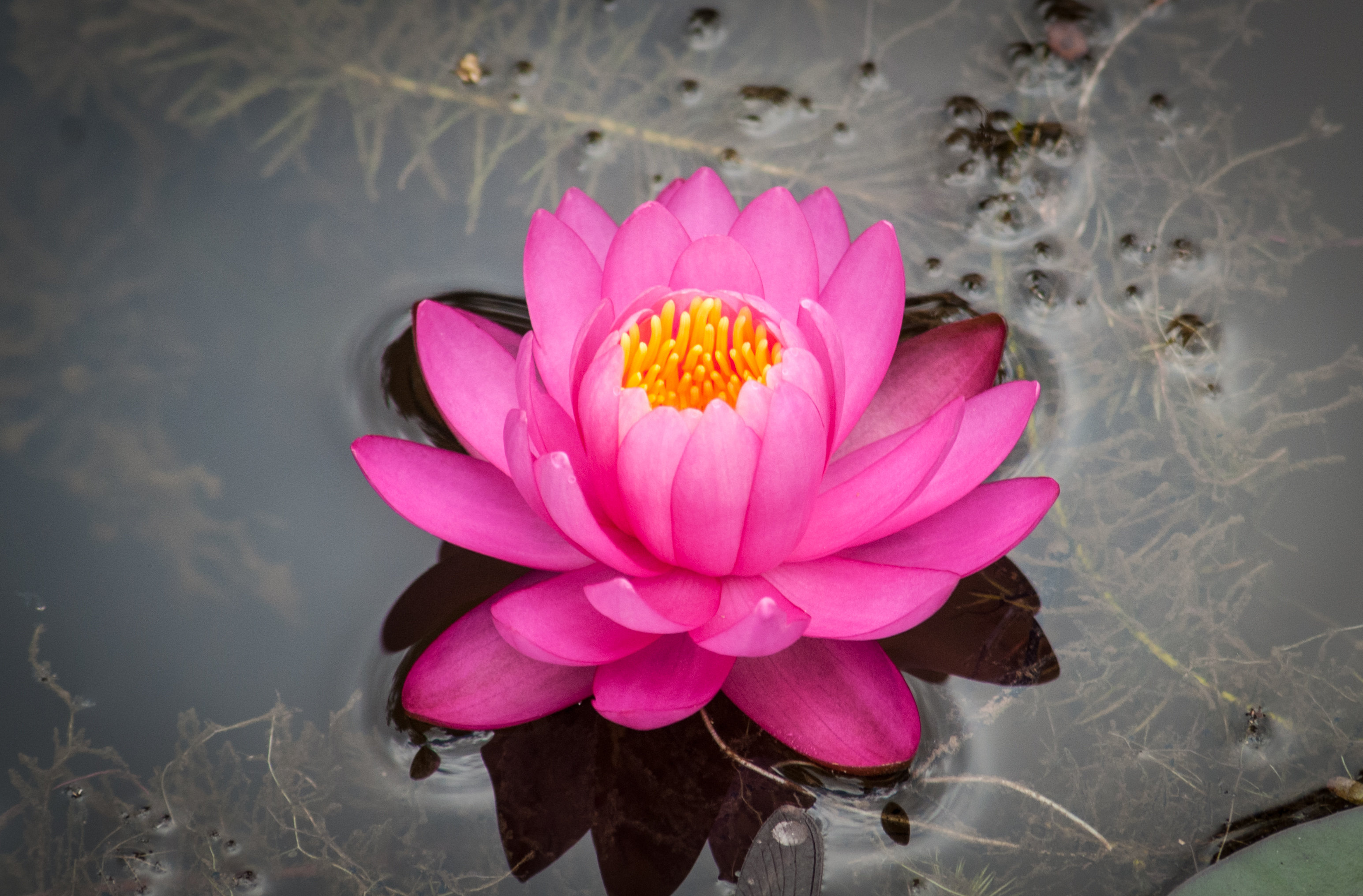
Nelumbo nucifera
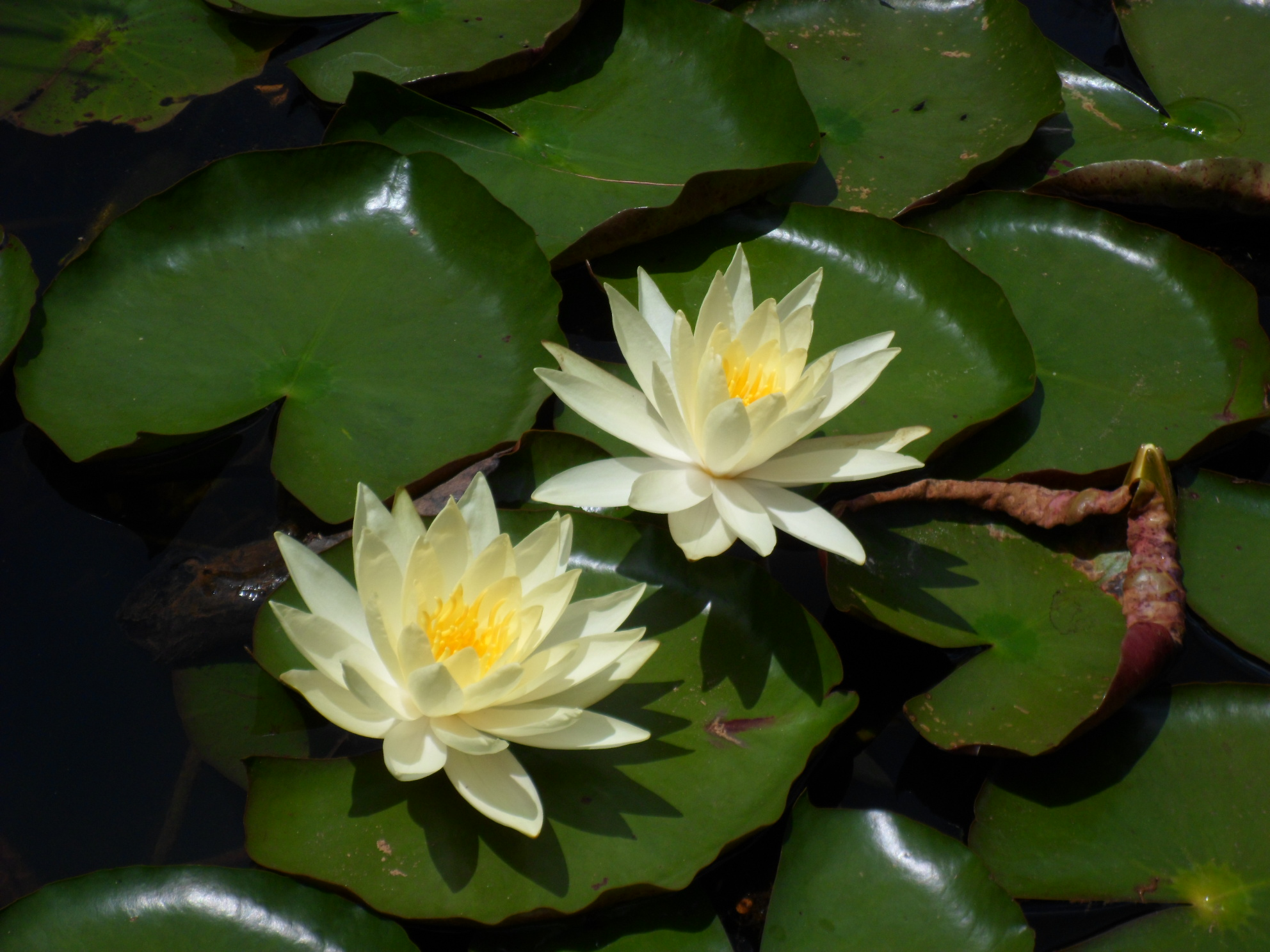
Nymphaea mexicana

## Панорама

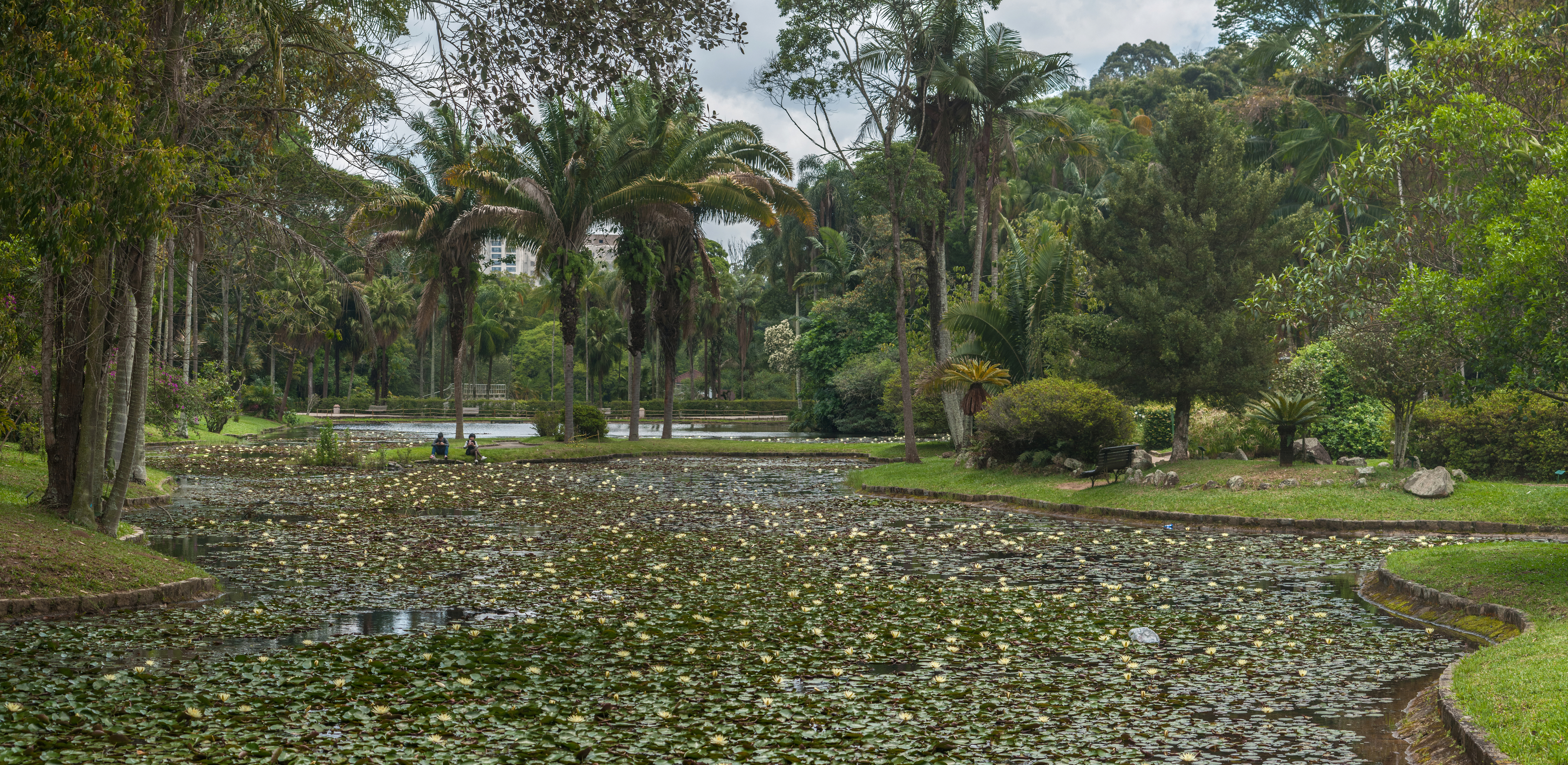
Ставок у ботанічному саду